# 湄公针毛鼠
湄公针毛鼠（学名：Niviventer mekongis），一种分布于老挝、越南及中国云南、广西等地区的啮齿动物，隶属于鼠科白腹鼠属针毛鼠种团。本种之前被视为布氏鼠（Rattus blythi）的一个亚种，现被认为是独立物种。因布氏鼠现在被视为针毛鼠（Niviventer fulvescens）的同物异名，也有资料将本种归入了针毛鼠。